# Renato Piau de Sa
Renato Piau de Sa (født 19. december 1992) er en brasiliansk fodboldspiller.
Han har spillet for flere forskellige klubber i sin karriere, herunder Ventforet Kofu.